# Andreas Rill
Andreas Rill (* 6. Januar 1979 in Tübingen) ist ein ehemaliger deutscher Fußballspieler und -trainer.

## Karriere
Andreas Rill begann 1984 beim SSV Reutlingen mit dem Vereinsfußball. Er durchlief dort alle Jugendmannschaften. Nachdem er anschließend bereits für die Reservemannschaft im Herrenbereich gespielt hatte, gab er am 27. Februar 1999 sein Debüt für die 1. Mannschaft des SSV in der Regionalliga Süd. Rill kam fortan sporadisch unter Trainer Armin Veh in der Regionalliga zum Einsatz und stieg mit seinem Verein 2000 in die 2. Bundesliga auf. Sein erstes und einziges Profispiel bestritt er am 16. Spieltag gegen den SSV Ulm 1846 (2:2).
2001 wechselte er zur SpVgg Greuther Fürth, wo er für die Amateurmannschaft in der Oberliga Bayern spielte. Nach acht Toren in 28 Spielen kehrte er zur Spielzeit 2002/03 wieder zum SSV Reutlingen zurück, wo er zunächst ebenfalls für die Reservemannschaft spielte. Ab 2003 war er wieder in der ersten Mannschaft aktiv. Hier spielte er zunächst in der Oberliga Baden-Württemberg und stieg 2006 in die Regionalliga Süd auf. Nachdem Reutlingen im März 2010 Insolvenz angemeldet hatte, trat Rill mit seinem Verein ab der Spielzeit 2010/11 wieder in der Oberliga an. 2013 beendete er seine Karriere. Er wurde von seinem langjährigen Verein mit einem Abschiedsspiel geehrt.
Anschließend war von 2013 bis 2015 und von 2016 bis 2018 im Trainerstab beim SSV. Dabei war er die längste Zeit Co-Trainer sowie von Mai bis Juni 2015 und von Oktober bis Dezember 2017 Interimstrainer und Anfang 2018 Athletiktrainer. Rill arbeitet beruflich als Lehrer.

### Statistik
| Liga          | Spiele (Tore) |
| ------------- | ------------- |
| 2. Bundesliga | 001 0(0)      |
| Regionalliga  | 138 (24)      |